# Podallea seyrigina
Podallea seyrigina is een insect uit de familie van de Berothidae, die tot de orde netvleugeligen (Neuroptera) behoort. 
Podallea seyrigina is voor het eerst wetenschappelijk beschreven door Navás in 1935.